# Daniel Agostini
Daniel Javier Agostini (Merlo, Buenos Aires, 10 de septiembre de 1973) es un cantante de música tropical argentino, reconocido por su etapa con Grupo Sombras y su posterior carrera solista. Es pionero y uno de los máximos referentes de la cumbia argentina.

## Biografía
Nació en Merlo en septiembre de 1973 siendo hijo del matrimonio entre María Rosa y Domingo José Agostini. Tiene una hermana menor:  la también cantante Karina Agostini.  Residió en Merlo y asistió a la escuela secundaria en Ramos Mejía. 

### Inicios en la música
Los inicios de Agostini en la música fueron en 1981 a los 8 años de edad, en sus comienzos cantaba folklore junto a su hermana Karina.

### Etapa como voz del Grupo Sombras  (1994 - 1997)
Su salto a la fama lo hizo posible con su incorporación al Grupo Sombras. Quien hasta entonces, era liderado por Jorge Ávila y anteriormente por Antonio Ríos.
El Grupo Sombras comenzó su historia en enero de 1978 liderado por Juan Zapana y Pascual Benítez. Llegarían a convertirse en un suceso musical casi 20 años después, con más de 400.000 discos vendidos y catalogada como una de las bandas más importantes de la "movida tropical".
La llegada de Daniel al Grupo sombras se produjo en 1994 y le dio una imagen más fresca y nueva a la banda. Con ellos grabó un primer disco llamado Niña Caprichosa y un segundo titulado Boquita de Caramelo, trabajo que contenía los temas "Pega La Vuelta" y "La Ventanita". Este último tema en particular, impacto en todas las clases sociales e introdujo a la cumbia, en una música reconocida por las clases medias y altas. Y fue una de las pocas canciones del género en ser emitidas en emisoras de radio que no tienen la temática de música tropical. Como La 100 FM 99.9 y Fm Hit 105.5 (Hoy Los 40 105.5)  Este disco se transformó en el más exitoso en la trayectoria del grupo vendiendo 360.000 copias (llegando al séxtuple disco de platino) y transformándose en un verdadero suceso en la Argentina, tocando en la Calle Corrientes con 3 funciones repletas; cerraría su etapa con un tercer y último disco llamado "Sombras nada más". También grabó junto a Jorge Ávila (a quien reemplazo en Sombras y ya con su proyecto Los Avila) un tema llamado "La amamos los dos", y a fines del año 1997 con otras 2 funciones llenas en el teatro Gran Rex, Agostini tuvo su despedida del Grupo Sombras y emprendió su carrera en solitario. El último tema que grabó con Sombras fue "Lucerito" (después grabado por el grupo con su sucesor Hernán Rodríguez).

### Etapa solista (1997-presente)
Lanzó su primer disco como solista, "Solo" el cual fue un éxito de ventas. Gracias a este material, el cantante define su estilo romántico dentro de la movida tropical. Su segundo compacto "Cómo será", el mismo día de su lanzamiento fue disco de oro y a los pocos meses obtuvo el de platino. En el 2000 edita "Simplemente", un trabajo con nuevos ritmos pero que conserva el sonido original que lo caracteriza. En el 2001 su cuarto CD se llamó "Amarte". En el mismo año la Compañía Magenta lanza al mercado un CD en vivo compilando sus más grandes éxitos. En el 2002 lanza al mercado su 5.º material como solista que llega al disco de platino en poco tiempo y fue primero en venta durante parte de ese año. A fines del 2002 realiza una función en el Gran Rex, haciendo un recorrido por toda su carrera. En el 2003 lanzó su 6.º CD como solista titulado "Sentimientos" que está compuesto por 2 CD. Uno compuesto por temas inéditos grabados en estudio y otro compuesto por temas grabados en vivo en el Recital del Teatro Gran Rex en el 2002. En el 2004 graba, a dúo con Cacho Castaña, "Para vivir un gran amor". Ese mismo año, con motivo de sus 10 años de carrera profesional, realiza una función en el Gran Rex. En diciembre, lanza al mercado "Sin límite". En el año 2005, por el mes de diciembre, realiza otra función en la calle Corrientes, pero esta vez en el Teatro Opera. Allí canta acompañado de mariachis, temas de Luis Miguel y presenta algunos temas de su siguiente CD, "Verdadero amor". En septiembre del 2006 vuelve a la Calle Corrientes y al Gran Rex. Allí se destaca la presencia de invitados como Sebastián Mendoza y Antonio Carvajal (Ex-Sombras), como también la entrega del Disco de oro por "Verdadero Amor". Al año siguiente, lanza al mercado "Voy por más", que contiene 15 temas. En este CD, Daniel le canta a su hijo Gonzalo en el tema "Nadie más que tú". A pocas semanas de salir a la venta fue Disco de oro. En el año 2008, Agostini lanza un CD con 12 temas que incluye, entre otros, covers de Camilo Sesto, Julio Iglesias, Malagata y una muy buena versión del tema "Volverás" de Ricky Martin. En el mes de septiembre realiza un show en el Estadio Luna Park, repasando sus 14 años de carrera profesional. Allí, el Intendente del Luna Park le hace entrega de una medalla recordatoria de su paso por el emblemático estadio. Además, el cantante firma el Libro de Honor del Luna Park, reconocimiento que comparte con artistas como Ricardo Montaner, y Ricardo Arjona, entre otros. En el año 2009, realiza una función en el Teatro Colonial de Avellaneda, por el mes de mayo. En diciembre, realiza dos funciones en el Teatro Premier de la Ciudad de Buenos Aires. Allí, presenta "Pensando en ustedes", la última placa que Agostini realiza en Magenta. En el año 2010, No se presentó en el Teatro Broadway y se había peleado con Luis Marcelo Romero (Trapito Producciones). Hacia finales del año 2011, presenta "Cuanta Pena", primer corte de su álbum "Renovado", que contara con 12 temas. Luego a finales del 2013 lanzó su nueva producción discográfica 20/20 con 15 temas, incluyendo Fuiste tú éxito tema de Ricardo Arjona. En el año 2015 tuvo gran éxito con el álbum "20-20" el cual fue disco de oro. Llega el año 2017, y Daniel Agostini lanzó un nuevo disco llamado "Parte de tu vida". Este recibió el premio Gardel a mejor álbum de música tropical. a mediados de 2019 presentó "Simple" y sus canciones más exitosas fueron "Sigue nada mas", "Ya me voy" y "Llámame". Actualmente, se encuentra realizando giras nacionales, la más reciente fue su gira por Tucumán, Salta, Catamarca y Santiago del Estero. En marzo de 2022 realizó un gran recital invitado por la Municipalidad de Merlo  en su ciudad natal Merlo, con gran convocatoria de público.

## Vida privada
En 1999 conoce a la actriz, Nazarena Vélez. A principio de este año se casa con ella en Carlos Paz (provincia de Córdoba). En agosto de 2000 nace Gonzalo Agostini, el único hijo de la pareja.
A finales del año 2006 la pareja se separa, debido a las reiteradas peleas.
En el año 2007 se le otorgó el Premio Gardel a la música en la categoría Mejor álbum artista masculino tropical, entregado por la asociación CAPIF.
Participó en el segmento del programa Showmatch de Canal 13, conducido por Marcelo Tinelli llamado Bailando por un sueño, del cual fue eliminado en la semana 12 al perder en la votación telefónica con la modelo Liz Solari.
En febrero de 2009, Daniel Agostini deja de ser representado por Ricardo Casquero y empieza una nueva etapa como representante artístico sin dejar de lado su carrera como cantante.
Se volvió a casar y fruto de ese amor nacieron sus hijos más chicos, Santino y Camila.

## Discografía

### Junto al Grupo Sombras
- 1994: "Niña caprichosa" - MAGENTA
- 1995: "Boquita de caramelo" - MAGENTA
- 1995: "A dos voces" - MAGENTA
- 1997: "Sombras nada más" - MAGENTA
- 1999: "La historia" - MAGENTA
- 2000: "Como hermanos" - WEMI
- 2007: "Daniel Agostini & El Grupo Sombras" (DVD) - MAGENTA
- 2015: "20 Grandes Exitos" - MAGENTA

### Discografía solista
- 1997: "Solo" - MAGENTA
- 1998: "Como será" - MAGENTA
- 1999: "Simplemente" - MAGENTA
- 2000: "Simplemente"
- 2000: "Amarte" - MAGENTA
- 2001: "Para todos" - MAGENTA
- 2001: "Nunca voy a olvidarte" - MAGENTA
- 2001: "Mi vida en vivo" - MAGENTA
- 2002: "Siempre" - MAGENTA
- 2003: "De colección" - MAGENTA
- 2003: "Sentimientos 1" - MAGENTA
- 2003: "Sentimientos 2" - MAGENTA
- 2004: "Sin límite" - MAGENTA
- 2006: "Verdadero amor" - MAGENTA
- 2006: "En El Gran Rex" (DVD) - MAGENTA
- 2007: "Voy por más" - MAGENTA
- 2008: "Clásicos con clase" - MAGENTA
- 2010: "Pensando en ustedes" - MAGENTA
- 2011: "Sus mayores éxitos" - MAGENTA
- 2012: "Renovado"
- 2013: "20-20" - DISTRIBUIDORA PAPICHULO
- 2017: "Parte de tu vida"
- 2019: "Simple"